# Villa Rustica (Wigginton)
Die Villa Rustica bei Wigginton ist ein ehemaliger römischer Gutshof (Villa rustica) auf der Gemarkung von Wigginton, einem Dorf in der Grafschaft Oxfordshire, in England. Sie liegt an der Swere. In der Antike lag sie in der römischen Provinz Britannia (Britannien).
Ein Mosaik wurde schon am Beginn des neunzehnten Jahrhunderts gefunden, doch sind davon nur Beschreibungen bekannt. Erste Ausgrabungen fanden 1824 durch Joseph Skelton und Reverend Clement Winstanley statt, die einen beheizbaren Raum ausgruben, der eine Apsis hatte und mit einem Mosaik dekoriert war. Ein weiterer Raum war auch mit einem Mosaik dekoriert. 1965 begannen systematische Grabungen, da man befürchtete, dass die Villa durch landwirtschaftliche Aktivitäten stark in Mitleidenschaft gezogen werden könnte. Es wurden große Teile einer Villa ausgegraben. 2003 bis 2004 gab es weitere Grabungen. Die Grabungen in ihrer Gesamtheit sind noch nicht vollständig publiziert.
Die Villa war Ost-West orientiert mit einem Portikus auf der Südseite und an der Ost- und Westseite mit Eckrisaliten. Es können mehrere Phasen des Baues unterschieden werden. Ein Großteil der Räume waren mit Mosaiken ausgestattet. Die meisten von ihnen zeigen geometrische Muster und datieren vom Ende des dritten bis in das vierte Jahrhundert. Ein 2004 gefundenes Mosaik zeigt Delfine und Fische und lag einst wahrscheinlich im Apodyterium eines Bades. In der Villa fanden sich Reste anspruchsvoller Wandmalerei. Es gibt Fragmente von Kreisen, die einst eine Decke schmückten, Fragmente von Architekturmalereien und einen geflügelten Eros.